# Сонечко (дитяча закличка)

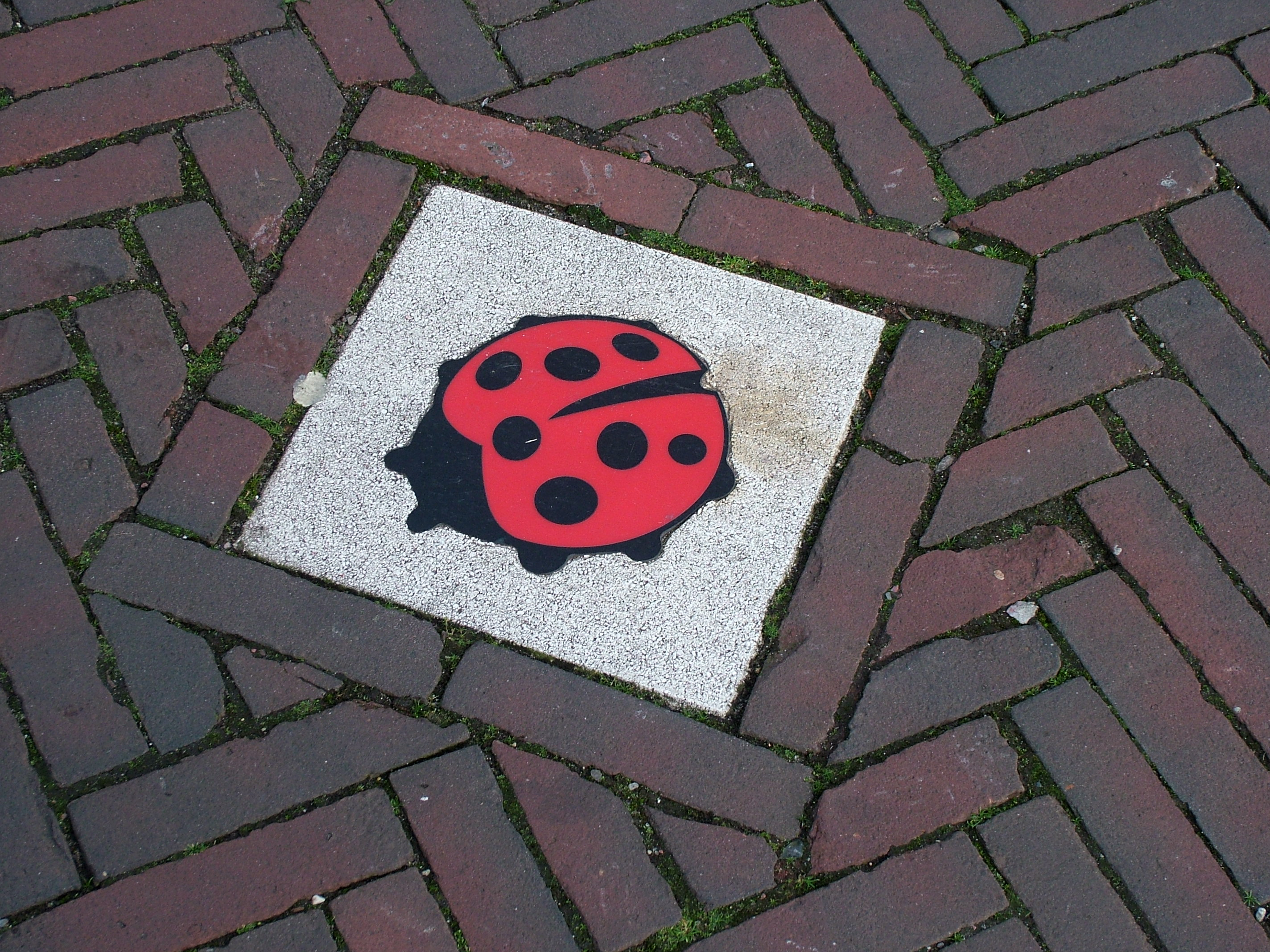
Сонечко на вуличних плитках — символ проти «безглуздого насильства» в Нідерландах і часто розміщується на місці вбивств

«Со́нечко, Со́нечко» («Лети, лети, сонечко», «Бедрик-ведрик») — українська дитяча закличка або примовка, словесна гра. Різновид дитячого фольклору. Діти, знайшовши сонечко, семикрапкового жучка з червоними надкрилами, саджають його на долоню або палець і промовляють римований вислів. Гра має язичницьке походження.
Відома у багатьох народів. У Великій Британії і США поширений традиційний вірш Ladybird, Ladybird або Ladybug, Ladybug (уперше надрукований в Англії у 1744 році), у Німеччині — Marienwürmchen, Росії — Божья коровка, полети на небо тощо.

## Міфологія
У давніх міфах «райська комаха» Coccinellidae була пов'язана з небесною сферою, від чого отримала назву «сонечко» або епітет «Божа» чи «Свята».
Назва дозволяє прояснити міфологічне значення жучка. Одне з поширених імен вказує на зв’язок із сонцем: укр. сонечко, в.-луж. boze stoncko, нім. Sonnenkäfer («сонячний жук»), Sonnenkälbchen («сонячне телятко»). Походить від зовнішнього вигляду комахи з випуклими червоними або жовтими надкрилами. Тут проступає сюжет про небесне весілля, добре відомий у балтійській міфології. Сонечко літає до небесного бога, передає побажання, приносить дітей, попереджає про небезпеку, пророкує врожай тощо.
Інша назва пов’язана з мотивом викрадення корів божественного персонажа його супротивником: болг. божа кравица (кравичка), пол. boża krówka, рос. божья коровка, рум. vaca domnului («корова бога»), сербохорв. божja òвчица, фр. bête à bon Dieu («тварина бога») або poulette à Dieu («курочка бога»), діалектн. укр. божа корівка або свята корівка. Найбільш ясно це засвідчує давньоіндійська назва сонечка indragopa («та, чий пастух Індра»), яка відсилає до міфологічного сюжету про божественних корів: повернення викрадених корів викликає запліднення природи дощем і сонцем.
За іншим міфом, на сонечко була перетворена дружина громовержця, яка його зрадила. Рятуючись, вона покинула дітей, але була покарана блискавкою. Тому на її обпалених крильцях з’явились чорні цяточки.
В англійській примовці Ladybird, ladybird, fly away home, your house is on fire, your children shall burn! («Сонечко, сонечко, лети додому, твоя хатка у вогні і всі дітки згорять») проявляється мотив дітей бога. Їх сім, як днів у тижні та цяток на спині сонечка. Громовержець, щоб визначити серед дітей своєї дружини свого сина, випробовує їх вогнем. Рятується лише молодший, сьомий, якому відповідає останній день тижня, відомий у європейських мовах як день Сонця (англ. Sunday, нім. Sonntag). (Звідси сувора заборона вбивати сонечко). У цьому міфі проступає ідея воскресіння. Сонечко пов'язане з переходом від старого до нового року. Так, бедрик — інша назва жучка, що зустрічається в ритуальних текстах, присвячених Щедрому вечорові (Щедрик-бедрик, дайте вареник). Варіант назви ведрик прояснює зв'язок сонечка з ясною погодою (ве́дро).
У латис. назві сонечка marite вгадується дружина громовержця Мара, яка з часом «християнізувалась» і перетворилась на Богоматір Марію (певною мірою дружина Бога). Пор. лит. dievo maryte («божа Марія»), нім. Marienkäfer («жук Марії»), англ. lady-bird («птах богоматері»), lady-bug («жук богоматері»).

## Марновірство
Дитячі заклички — відгомін давніх магічних дій, пов'язаних із заклинанням доброї погоди, шлюбним ворожінням, запобігати небезпекам.
М. Номис наводить приклад дитячого ігрового ворожіння XIX століття, за допомогою якого передбачається погода:
| Як почнуть хмарки набігати, — дітвора, піймавши сонечко (божу корівку), перепускають його з руки на руку, примовляючи ті слова. Якщо воно скоро зніметься і полетить — незабаром сонячно буде; як же висуває тільки крильця, а не знімається, погода буде така, застелиться оце на ясно, та і знову хмарки.[3] |

## Назви
В Україні окрім загальнопоширених назв сонечко, бедрик і божа корівка, відомі також діалектні — сонічко, сонийко, бездрик, ведрик, сьвята коровка, божа мати, вербочка, катеринка, петрик (як і равлика), зозулька, рябенький веприк, бобруна, борушок, брушка, золота козулька, ковалик, бабочка, жучик (узагальнено для всіх жуків); жидоўка, відьмочка, ворожка, доля (у закличках-ворожіннях); чижик, сведрик-бедрик, чинчик-петрик, петрик-братик, сонечко-ронечко, дощ-погода та інші. Для порівняння, у Німеччині зафіксовано 1500 регіональних назв бедрика.

## Дитячі заклички
Примовки та заклички про сонечко-жучка, які до недавнього часу втілювали вербальну магію дорослих, тепер мають особливу популярність серед маленьких дітей:
Полтавщина:
 Лети, лети, сонечко,
 на дідове полечко,
 на бабине зіллячко,
 на наше подвір'ячко!
Херсонщина:
 Сонечко, сонечко,
 вийди на віконечко,
 там твої діточки
 медок п'ють, а тобі не дають
 Бобруна, бобруна.
 Божая коруна,
 Розпустила крильця
 На всі штири бильця.
 Чи звідтам я,
 Чи звідтам візьму жінку?
Якщо в око щось потрапляло, то, очищуючи його, казали:
 Брушка-брушка,
 Векінь [викінь] запорушку,
 тфу-тфу! (тричі)
З оповідання Панаса Мирного «День на пастівнику»:
Сонечко, сонечко!
Виглянь у віконечко,
Бо татари ідуть,
Тебе заріжуть,
Твоїх діток заберуть

## Щедрівки
Про бедрик або ведрик (сонечко) також згадується у деяких щедрівках:
 Щедрик-бедрик, дайте вареник,
 Грудочку кашки, кілечко ковбаски.
 Ще того мало, дайте ще сала;
 Ще того трішки, дайте лепішки;
 Або дайте ковбасу, я додому понесу,
 А як дасте кишку, то з'їм в затишку!
 Винесіть книш, бо впустю в хату миш.
 Винесіть ковбасу, бо всю хату рознесу!
 Щедрики-бедрики, дайте вареники,
 Мати казала, щоб дали сала,
 А батько сварився, щоб не забарився,
 Бо короткі свитки, то померзнуть литки
 Щедрик-ведрик, дай вареник,
 Щедрик-ведрик, сивий веприк.
 Із колосочка — жита мисочка,
 Із сніпочка — ціла бочка.
 Мені — млинець,
 Грудочка кашки, пару яєць.